# Аулонокары
Аулонокары, или африканские акары (лат. Aulonocara) — род тропических пресноводных рыб из семейства цихловых отряда окунеобразных. Многие виды являются популярными аквариумными рыбами.

## Описание
Небольшие рыбы, длина тела аулонокар от 6 см (A. stonemani) до 15 см (A. maylandi maylandi, A. guentheri, A. jacobfreibergi). Основная окраска сине-голубая с фиолетовым оттенком или буровато-жёлтая, всегда с тёмными поперечными полосами. Плавники окрашены ярко, синего, голубого или жёлтого цвета, спинной со светлой каймой по верхнему краю, анальный плавник с маленькими жёлтыми или оранжевыми пятнами.

## Ареал и места обитания
Все аулонокары — эндемики озера Малави в Восточной Африке. Обитают в воде с температурой +22…+27 °C и pH = 7,4—8,5. Встречаются обычно на глубинах от 12 до 25—30 м над каменистым или песчаным дном. Бентопелагические рыбы, один вид придонный (A. stonemani). Питаются бентосом, который выискивают в песке.

## Виды
В роде аулонокар 21 вид:
- Aulonocara aquilonium
- Aulonocara auditor
- Aulonocara baenschi — Золотая королева[2], или аулонокара Бенша[3]
- Aulonocara brevinidus
- Aulonocara brevirostre
- Aulonocara ethelwynnae
- Aulonocara gertrudae
- Aulonocara guentheri
- Aulonocara hansbaenschi
- Aulonocara hueseri
- Aulonocara jacobfreibergi — Аулонокара Фрайберга[4]
- Aulonocara koningsi
- Aulonocara korneliae
- Aulonocara maylandi — Аулонокара Майланда[4]
- Aulonocara nyassae — Королева Ньяса[4], или аулонокара Ньяса[4]
- Aulonocara rostratum
- Aulonocara saulosi
- Aulonocara steveni
- Aulonocara stonemani
- Aulonocara stuartgranti — Аулонокара Гранта[4]
- Aulonocara trematocephalum

| |  |  |  |
| Слева направо: 1 — Аулонокара Майланда (Aulonocara maylandi); 2 — Aulonocara steveni; 3 — Самка Aulonocara sp.; 4 — Аулонокара Фрайберга (Aulonocara jacobfreibergi) |  |  |  |